# Tekno Comix
Tekno Comix foi uma editora norte-americana de histórias em quadrinhos inaugurada em 1995, que lançou um universo próprio. A idéia de seus criadores era gerar um universo com personagens e conceitos trazidos à luz por autores de quadrinhos e escritores de romances bem-conceituados entre a crítica e o público.
Ela foi fundada por Laurie Silvers and Mitchell Rubenstein como uma divisão de sua companhia Big Entertainment. A editora foi fechada em 1997. Toda a propriedade intelectual da Tekno está hoje em poder da Hollywood Media Corp. Nenhum dos materiais de propriedade dela foi publicado no Brasil.

## Personagens e Criadores

### Neil Gaiman
- Lady Justice: "Senhora Justiça" é uma personagem que apresenta semelhanças com O Sombra. Trata-se de uma vingadora que combate o crime com duas pistolas .45 e poderes místicos.[1] É o espírito vivo da Justiça. Ela possui mulheres desesperadas que clamam por Justiça e transforma-as em avatares desta força.
- Teknophage: "Teknófago" é um ser que apresenta aspecto semelhante ao de um dinossauro, mas tem um alto nível de inteligência e possui poderes místicos.

- Mr. Hero the Newmatic Man: "Sr. Herói, O Homem Novomático" é um robô de casco dourado que usa uma pederneira. Entretanto, ele foi criado na Inglaterra do século XIX. Ele volta a atuar nos dias atuais.

- Phage: Shadow Death

### Leonard Nimoy
- Primortals: A série foca o primeiro contato do povo da Terra com uma forma de vida alienígena. Ela se baseia em contos de Isaac Asimov.[2]

### Gene Roddenberry
O criador de Jornada nas Estrelas teve um conjunto de histórias encontrados após sua morte e eles serviram de base para uma das séries.
- Gene Rodenberry's Lost Universe: "O Universo Perdido de Gene Rodenberry", mostra a luta do povo humanoide do planeta Malay para reerguer-se das cinzas de meio século de barbárie e estabelecer a civilização novamente.[1]

### Mickey Spillane
Mickey Spillane é um escritor de livros policiais. Seu personagem mais famoso é o detetive durão Mike Hammer (criado em 1947); Ele já foi levado para o cinema várias vezes.
- Mickey Spillane's Mike Danger: Trata-se de um detetive durão nos moldes de Mike Hammer que vive aventuras ao estilo Hard Boiled no futuro.[1]

### Isaac Asimov
Asimov é autor das Três leis da robótica e da Série da Fundação.
- Isaac Asimov's I-Bots

### John Jakes
- John Jakes' Mullkon Empire

### Tad Williams
- Tad Williams' Mirror World